# ルーヴル・アブダビ
ルーヴル・アブダビ（Louvre Abu Dhabi）は、アブダビ市街に隣接するサディヤット島の文化地区にあるルーヴル美術館の姉妹館。2017年11月8日にフランスのエマニュエル・マクロン大統領とアラブ首長国連邦のムハンマド・ビン・ラーシド・アール・マクトゥーム副大統領とムハンマド・ビン・ザーイド・アール・ナヒヤーン皇太子によって開館された。

## 概要
本館はフランス政府とアブダビ市が30年間の契約の一環として建設。設計者はジャン・ヌーヴェル。契約にあたり、ルーヴルの名前の使用料を30年で5億2500万米ドル支払うことになった。